# Домінік Прокоп
Домінік Прокоп (нім. Dominik Prokop, нар. 2 червня 1997, Відень) — австрійський футболіст, півзахисник клубу «Гартберг».

## Клубна кар'єра
Народився 2 червня 1997 року в місті Відень. Вихованець футбольної школи клубу «Аустрія» (Відень). З 2013 року став виступати за дублюючу команду, в якій загалом провів чотири сезони, взявши участь у 75 матчах чемпіонату.
На початку 2016 року Домінік підписав свій перший професійний контракт на 2,5 роки. 9 квітня в матчі проти «Гредіга» він дебютував у австрійській Бундеслізі. 20 жовтня в поєдинку Ліги Європи проти італійської «Роми» Прокоп забив свій перший гол за «Аустрію». 2 листопада 2017 року в матчі Ліги Європи проти хорватської «Рієки» він зробив дубль. Станом на 10 березня 2018 року відіграв за віденську команду 38 матчів в національному чемпіонаті.

## Виступи за збірні
2012 року дебютував у складі юнацької збірної Австрії, взяв участь у 39 іграх на юнацькому рівні, відзначившись 15 забитими голами. У 2015 році Прокоп у складі  збірної до 19 років взяв участь у юнацькому чемпіонаті Європи в Греції. На турнірі він зіграв у всіх трьох матчах проти команд України, Греції та Франції, але його збірна не змогла вийти з групи.
З 2015 року залучався до складу молодіжної збірної Австрії. На молодіжному рівні зіграв у 10 офіційних матчах, забив 1 гол.

## Статистика виступів

### Статистика клубних виступів
| Сезон                        | Команда                      | Чемпіонат                    | Чемпіонат | Чемпіонат | Національний кубок | Національний кубок | Національний кубок | Континентальні кубки | Континентальні кубки | Континентальні кубки | Інші змагання | Інші змагання | Інші змагання | Усього | Усього | Усього |
| Сезон                        | Команда                      | Ліга                         | Ігор      | Голів     | Ліга               | Ігор               | Голів              | Ліга                 | Ігор                 | Голів                | Ліга          | Ігор          | Голів         | Ігор   | Голів  |        |
| ---------------------------- | ---------------------------- | ---------------------------- | --------- | --------- | ------------------ | ------------------ | ------------------ | -------------------- | -------------------- | -------------------- | ------------- | ------------- | ------------- | ------ | ------ | ------ |
| 2015–16                      | «Аустрія» (Відень)           | БЛ                           | 1         | 0         | КА                 | 1                  | 0                  | -                    | -                    | -                    | -             | -             | -             | 2      | 0      |        |
| 2016–17                      | «Аустрія» (Відень)           | БЛ                           | 13        | 1         | КА                 | 1                  | 0                  | ЛЄ                   | 4                    | 1                    | -             | -             | -             | 18     | 1      |        |
| 2017–18                      | «Аустрія» (Відень)           | БЛ                           | 8         | 1         | КА                 | 2                  | 1                  | ЛЧ+ЛЄ                | 3+2                  | 0                    | -             | -             | -             | 15     | 2      |        |
| Усього за «Аустрію» (Відень) | Усього за «Аустрію» (Відень) | Усього за «Аустрію» (Відень) | 22        | 2         |                    | 4                  | 1                  |                      | 9                    | 1                    |               | -             | -             | 35     | 4      |        |
| Усього за кар'єру            | Усього за кар'єру            | Усього за кар'єру            | 22        | 2         |                    | 4                  | 1                  |                      | 9                    | 1                    |               | -             | -             | 35     | 4      |        |